# Speaking of Now
Speaking of Now è un album del Pat Metheny Group, pubblicato nel 2002 dalla Warner Bros. che arriva in nona posizione nella classifica in Italia e che nel 2003 vince il Grammy Award per il miglior album di Contemporary Jazz.

## Brani
1. "As It Is" (Metheny/Mays) – 7:40
2. "Proof" (Metheny/Mays) – 10:13
3. "Another Life" (Metheny) – 7:08
4. "The Gathering Sky" (Metheny/Mays) – 9:22
5. "You" (Metheny) – 8:24
  - Contiene l'introduzione nascosta di "On Her Way."
6. "On Her Way" (Metheny/Mays) – 6:04
7. "A Place in the World" (Metheny/Mays) – 9:52
8. "Afternoon" (Metheny) – 4:43
9. "Wherever You Go" (Metheny/Mays) – 8:04

## Formazione
- Pat Metheny (chitarra, chitarra synth)
- Lyle Mays (piano, sintetizzatori)
- Richard Bona (chitarra acustica, basso fretless, voce, percussioni)
- Steve Rodby (basso acustico, violoncello)
- Antonio Sánchez (batteria)
- Dave Samuels (percussioni e marimba)
- Cuong Vu (tromba e voce)